# Pierre de La Montagne
Pour les articles homonymes, voir de La Montagne.
Pierre de La Montagne, né à Langon en 1755, mort vers 1820, est un homme de lettres et traducteur français.
Avant la Révolution, le baron de La Montagne était correspondant du Musée de Bordeaux puis membre de l’Académie des sciences et belles-lettres de cette ville.
La Montagne montra, dès sa jeunesse, d’heureuses dispositions pour la poésie, et publia ses premiers essais dans les recueils périodiques. En 1773, il adressa des Stances à Voltaire malade. Il a également traduit de l’anglais et du grec vers le français.

## Œuvres
- Arabelle et Altamont, tragédie en 3 actes, en vers. Paris, Creuze et comp., 1791, in-8°.Le sujet de cette tragédie est tiré de la Nouvelle Héloïse de J.-J. Rousseau.
- La Bataille de Marengo, ode, Paris, S. A. Hugclet, oct. 1808, in-8° de 16 p.
- Discours prononcé dans la cérémonie de la translation des cendres de Michel Montaigne, le prem. vendémiaire an IX., Bordeaux, 1801, in-8°.
- L’Enthousiaste, comédie, en 2 actes et en vers, suivie de Poésies fugitives, Paris, l’Auteur, 1785, in-8°.
- Épitre à Grétry, in-8°.
- Épitre aux députés français, professant la religion juive, convoqués à Paris en grand Sanhédrin, Paris, Allut, 1807, in-8° de 8 pages.
- Le Hylozoïsme, ou la Matière animée, ode, Paris, l’Auteur, 1824, in-8° de 12 pages.
- Laure et Pétrarque, églogue héroïque ; suivie de Stances à M. Ch. Pougens, Paris, l’Auteur, 1822, in-8° de 16 pages.L’auteur, dans une note, y soutient, sans preuve et sans fondement, que Laure ne fut jamais mariée, qu’elle résida toujours à Vaucluse, qu’elle y naquit et y mourut, qu’on ne connait pas sa famille, etc.
- La Lévite conquise, poème en deux chants, Amsterdam et Paris, Vve Ballard et fils, 1782, in-8° de 20 pages.
- La Mort, ode philosophique, Paris, Hugelet, 1816, in-8° de 16 pages.
- Les Nouvellistes, comédie eu un acte et en vers. Bordeaux, frères Labottière, 1780, in-8°.Réimpr. sous le titre du Café de Rouen, Paris, Poinçot, 1786, in-8°.
- Les Oreilles d’âne, conte, Paris, de l’imp. de Sétier, 1814, in-8° de 8 pages.
- Papelard, ou le Tartuffe philosophe et politique, comédie en 5 actes et en vers, Paris, de l’impr. du Cercle social, an IV (1796), in-8°.
- La Physicienne, comédie en un acte et en vers. Paris, Poincot, 1781, in-8°.
- Poésies diverses, Paris, Knayen, 1789, in-8°.Ce volume renferme plusieurs pièces de la jeunesse de l’auteur.
- Les Saints Stigmates, ode. Paris, de l’imp. de S. A. Hugelet, 1810, in-8°, 16 p.
- La Théatromanie, comédie en a actes et en vers. Amsterdam et Paris, Cailleau, 1783, in-8°.
- La Transfiguration par Raphaël, ode, Paris, l’Auteur ; Hugelet, 1818, in-8°, 16 p.
- La Vestale, poème en IV chants, Paris, F. Cocheris fils, 1805, in-12, 35 p.

## Traductions
- La Visite d’été, de Clower, 1788 ;
- Cornelia Sedley, anonyme, 1789 ;
- De l’influence des passions sur les maladies du corps, de Falcomneu 1791 ;
- Lettres écrites de France à une amie d’Angleterre, de miss Williams 1791 ;
- Mémoires sur l’Inde,  de Hastings, 1791 ;
- Le Banquet de Xénophon, trad. du grec, et ajouté à la Vie de Xenophon, par M. Fortia d’Urban 1795, in-8° ;
- Klbelinde, ou la Recluse du lac, de Ch. Smith, 1796 ;
- L’Histoire d’Irlande, de Gordon , 1808.

## Source
- Joseph-Marie Quérard, La France littéraire : ou Dictionnaire bibliographique des savants, historiens et gens de lettres de la France: ainsi que des littérateurs étrangers qui ont écrit en français, plus particulièrement pendant les XVIIIe et XIXe siècles, t. 4, Firmin Didot, 1833, 646 p. (lire en ligne), p. 503.